# 吉恩 (明尼蘇達州)
吉恩（英語：Gheen）是位於美國明尼蘇達州聖路易斯縣吉恩的一個非建制地區。

## 歷史
吉恩的郵局於1906年成立，其後於1993年停運。此地得名自海軍工作人員愛德華·希克曼·吉恩（Edward Hickman Gheen）。

## 地理
吉恩所處的海拔為高於海平面415米（即1362英呎），而該地所採用的時區為UTC-6，即北美中部時區（CST）。同時該地設有夏令時間，為UTC-6調快一小時，即UTC-5（CDT）。